# Zgierz
Zgierz là một thị trấn thuộc huyện Zgierski, tỉnh Łódźkie ở trung tâm Ba Lan. Thị trấn có diện tích 42 km². Đến ngày 1 tháng 1 năm 2011, dân số của thị trấn là 57900 người và mật độ 1368 người/km².